# Флаг Фролово
Флаг города Фро́лово — официальный символ муниципального образования городской округ город Фролово Волгоградской области Российской Федерации.
Флаг утверждён 24 декабря 2008 года и внесён в Государственный геральдический регистр Российской Федерации с присвоением регистрационного номера 4648.

## Описание
Прямоугольное полотнище с отношением ширины к длине 2:3, воспроизводящее композицию герба городского округа город Фролово в синем и жёлтом цветах.

Геральдическое описание герба гласит: «В лазоревом поле золотая булава, сопровождаемая двумя золотыми полукругами, составленными из цветов тюльпана, по пять в каждом, обращённых от центра».

## Обоснование символики
Флаг разработан на основе герба по правилам и традициям геральдики и отражает исторические, культурные, социально-экономические, национальные и иные местные традиции.
Фролов — отчество от формы Фрол из церковного мужского имени Флор (латинское «цветущий»).
Тюльпан — наиболее распространённый цветок в городских условиях.
Булава — символ атаманской власти (столица округа).
Червлёный цвет (красный) — символ храбрости, мужества и неустрашимости.
Лазурь (голубой) — символ красоты, ясности, мягкости и величия.
Серебро (белый) — символ чистоты, доброты, мудрости, благородства, мира, совершенства, невинности.
Золото (жёлтый) — символ богатства, справедливости, милосердия, великодушия постоянства силы и верности.